# Національне історичне місце Гран-Пре
Національний історичний об'єкт Гран-Пре, також ландшафт Гран-Пре — об'єкт національної спадщини Канади та світової спадщини ЮНЕСКО, присвячений вшануванню специфічної матеріальної культури та історії довкола місцевості Гран-Пре в Новій Шотландії як центру поселення акадської франкофонної меншини від 1682 до 1755 рік, та британської депортації акадійців, яка сталася під час так званої Франко-індіанської війни. Оригінальне поселення Гран-Пре пролягало на чотирикілометровому відтинку вздовж горба поміж сучасними Вулфвіллом і Гортонвіллом. Ландшафт Гран-Пре був внесений до списку світової спадщини у 2012 на 36 сесії ЮНЕСКО та є головним компонентом двох національних історичних пам'яток Канади.

## Історія поселення
Гран-Пре (по-французьки — велика галявина) знаходиться на березі Мінас-Бейсін, району припливних болотних угідь, вперше заселеного приблизно в 1680 році П'єром Мелансоном з Ла Вердура, його дружиною Маргаритою Міус д'Ентремонт та їх п'ятьма маленькими дітьми, які прибули з сусіднього Порт-Рояла, який був першою столицею французької колонії Акадія (Acadie по-французьки).
П'єр Мелансон і акадійці, які приєдналися до нього у Гран-Пре, побудували там дамби, щоб стримувати припливи у Мінас-Бейсін. Вони створили багаті пасовища для своїх тварин і родючі поля для своїх посівів. Гран-Пре стало житницею Акадії, і незабаром переросло Порт-Роял. До середини 18 століття воно стало найбільшою з численних акадійських громад навколо затоки Фанді та узбережжя Нової Шотландії (лат. «Nova Scotia») .

### Колоніальні війни

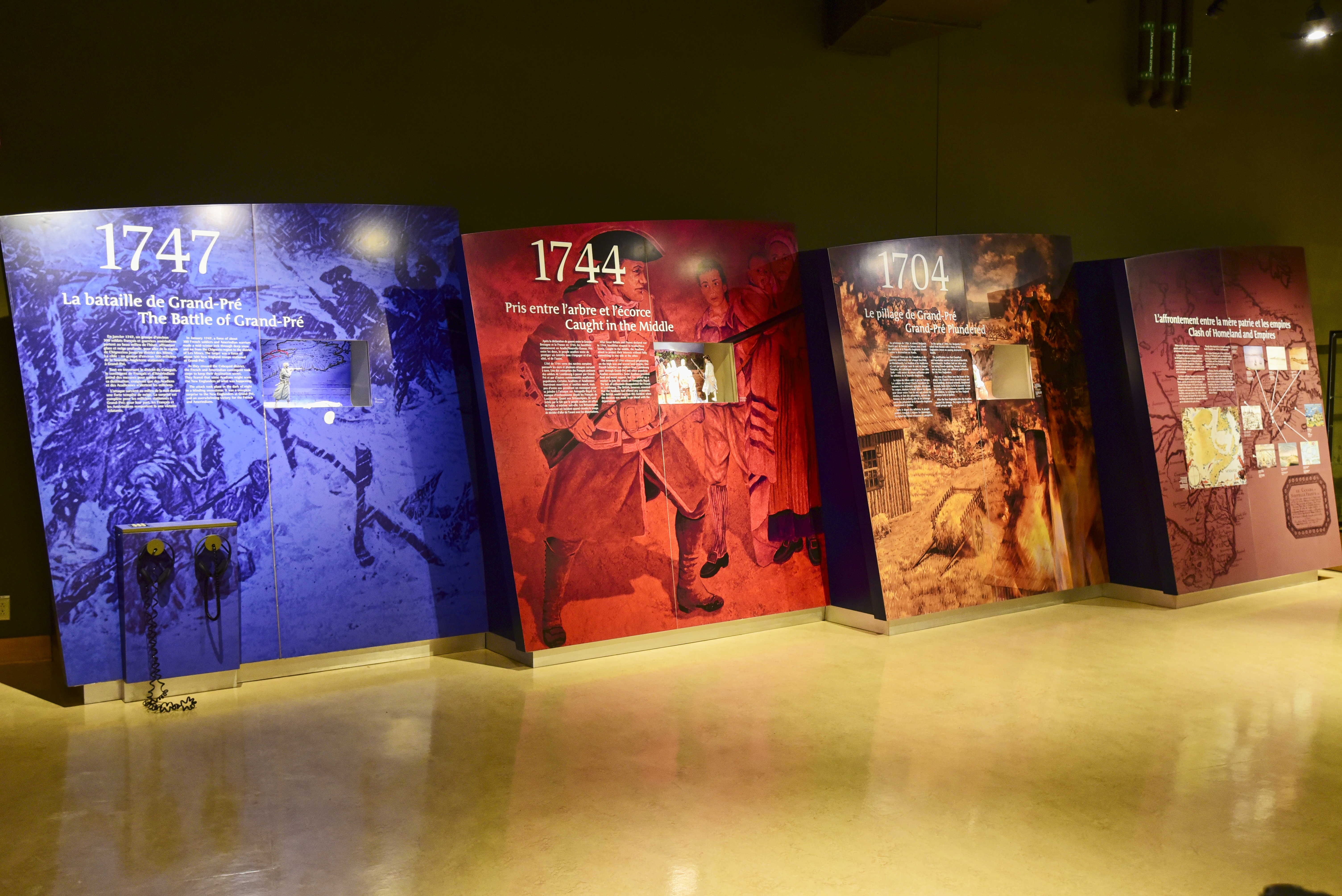
Стенди битв у експозиції музею

Під час війни королеви Анни стався напад на Гран-Пре (1704 р.). Згоріла велика церква св Бенджаміна, а з нею все село. Після війни, в 1713 році, частина Акадії стала Новою Шотландією, а Порт-Роял, який став називатися Аннаполіс-Роял, став її новою столицею. Протягом наступних 40 років акадійці відмовились підписати безумовну присягу на вірність британській короні. Одні не хотіли підписувати, щоб не втратити свою релігію, деякі боялися помсти своїх співвітчизників-французів, інші не хотіли повертати зброю проти французів, ще інші живили антибританські настрої.
Під час війни короля Георга французи робили численні спроби повернути Акадію (див. Облога Аннаполіс-Роял у 1744 і в 1745). Внаслідок британських спроб забезпечити свій контроль над затокою Фанді, вони були розбиті деякими місцевими акадійцями, індіанцями мікмак і канадцями в битві при Гран-Пре.

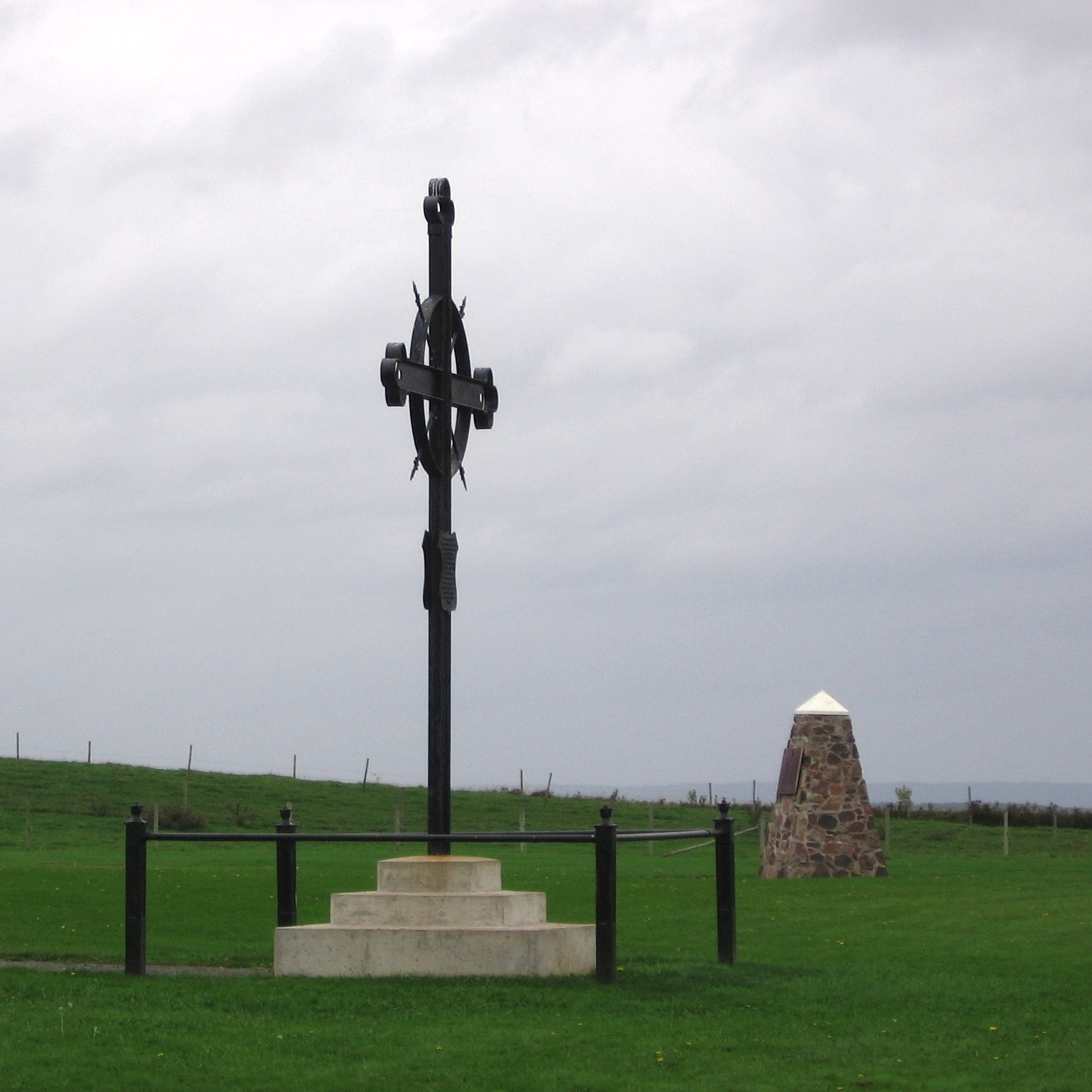
Акадійський пам'ятний хрест у сусідньому Гортонвіллі, що позначає місце депортації та місце Форту В'є Лоґіс

Війна отця Ле-Лутра почалася із заснування Галіфакса, який став новою столицею колонії в 1749 році. Британці заснували форт Vieux Logis у Гран-Пре, на який напали збройні загони індіанців-мікмаків та акадійців, влаштувавши облогу Гран-Пре.
Під час Франко-індійської війни британці мали на меті нейтралізувати будь-яку військову загрозу, яку потенційно могли представляти акадійці, та перервати життєво важливі лінії постачання, які йшли від акадійців до Луісбурґа та до збройних загонів мікмаків, вирішивши повністю депортувати акадійців з Акадії.
Після битви при форті Босежур англійці розпочали виселення акадійців. Під час кампанії за затоку Фанді (1755) підполковник Джон Вінслоу прибув до Гран-Пре з військами 19 серпня 1755 року і влаштував штаб-квартиру в церкві. Вінслоу також побудував палісад, який нещодавно був виявлений в результаті археологічних досліджень. Чоловікам та хлопцям цього району наказали зібратися в церкві 5 вересня. Вінслоу повідомив їх, що все їхнє майно, крім їх особистих речей, має бути передане Короні і що вони та їхні сім'ї підлягають депортації, як тільки прибудуть кораблі, щоб забрати їх. (Точно в той самий час акадійців із сусіднього села Пісіґвїт ознайомили з такою самою декларацією у форті Едвард)
Деякі акадійці зуміли уникнути депортації та продовжували збройний опір проти британців протягом усіх кампаній вигнання. Однак до закінчення першого року з регіону затоки Фанді було депортовано понад 6000 акадійців. Багато сіл було спалено дотла, щоб акадійці не змогли повернутися. Ще тисячі інших людей очікувала доля бути депортованими під час другої хвилі вигнання акадійців, яка передбачала депортацію акадійців з Кейп-Бретона та Острова Принца Едварда (1758). Депортація тривала доти, доки Англія та Франція не уклали мир у 1763 році. Загалом було депортовано 12 000 акадійців. Багато акадійців померли від потоплення, голоду, ув'язнення та погодних умов.

## Євангеліна

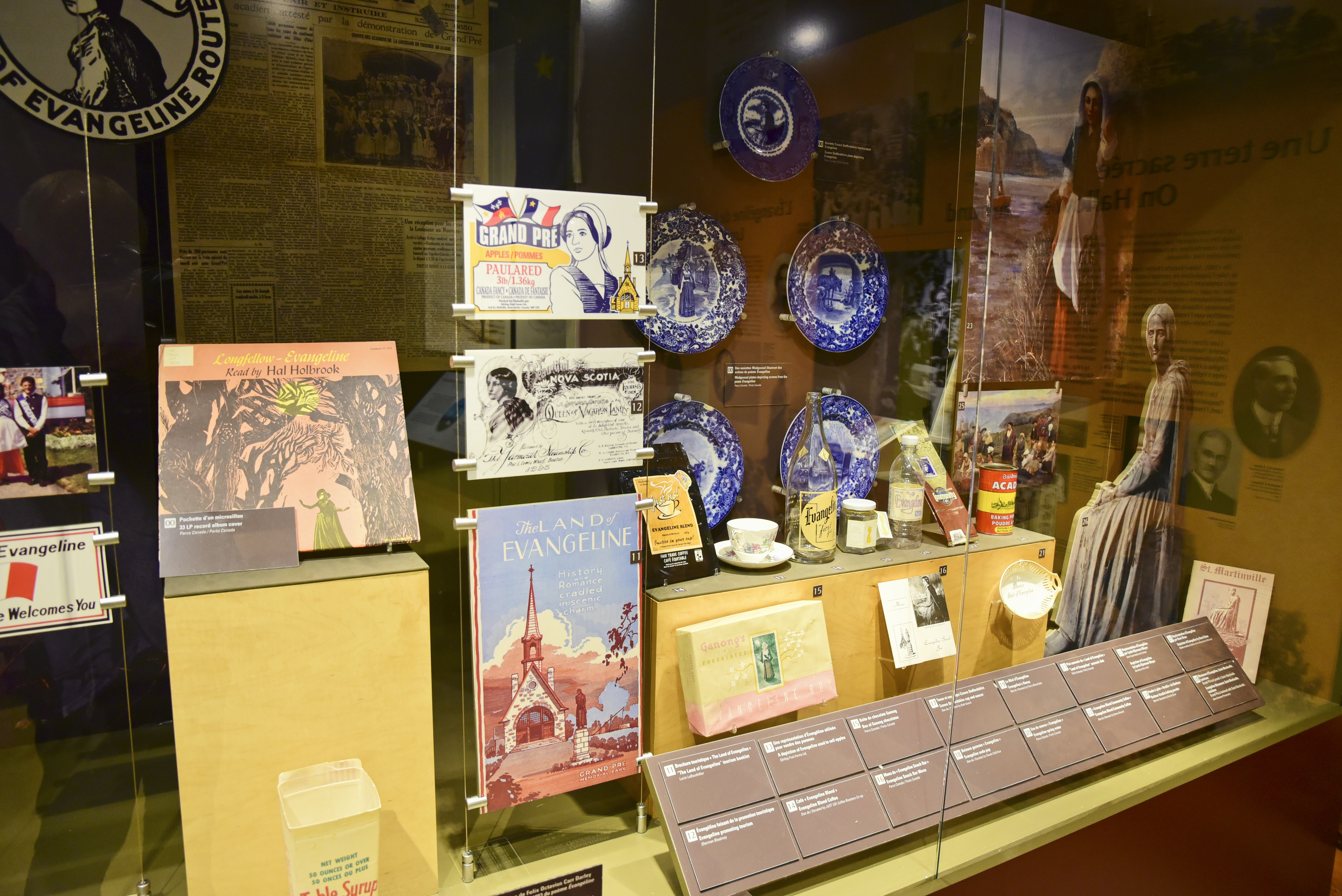
Експозиція, присвячена образу Євангеліни

Коли в 1847 році у США була опублікована поема Генрі Лонґфелло «Євангеліна», історія про Депортацію та фр. le Grand Dérangement, велике вигнання, була розказана англомовному світові. Гран-Пре, забуте майже століття, стало популярним серед американських туристів, які хотіли відвідати батьківщину героїні поеми Євангеліни. Але від споконвічного села нічого не залишилось, окрім осушувальних ровів та ряду старих верб. На місці є бюст Генрі Лонґфелло авторства сера Томаса Брока.
У 2018 році канадський історик і прозаїк Дж. Б. Джонстон опублікував роман під назвою «Капелюх», натхненний тим, що сталося в Гран-Пре в 1755 році. У романі немає посилань на Євангеліну. Натомість увага зосереджена на двох вигаданих персонажах — 14-річній Марі та 10-річному Чарльзові.

## Збереження ділянки
У 1907 році Джон Фредерік Гербін, поет, історик та ювелір, чия мати була акадійкою, придбав землю, яка, як вважається, була місцем церкви Сен-Шарля, щоб вона могла бути захищена. Наступного року законодавчий орган Нової Шотландії ухвалив рішення про створення Ради повірених щодо історичних земель Гран-Пре. Гербін побудував на цьому місці кам'яний хрест, щоб позначити кладовище церкви, використовуючи камені із залишків того, що він вважав акадійським фундаментом.

### Залізниця Домініон Атлантик
У 1917 році Гербін продав власність залізниці Домініон Атлантик за умови збереження права вирішувати питання використання земель самими акадійцями. Історія Акадії вже стала основним пунктом інтересу для туристичного руху на залізниці Домініон Атлантик, а ділянка Гран-Пре була розташована прямо біля залізничної магістралі. Залізниця зробила значні інвестиції у розвиток парку і пропаганду історії та спадщини акадійців. На цьому місці були висаджені обширні сади і відкрито невеликий музей. У 1920 році Домініон Атлантик спорудив статую Євангеліни, за ескізом канадського скульптора Луї-Філіпа Еберта, після його смерті добудовану його сином Анрі. Залізниця передала права на частину землі та зібрала кошти на будівництво меморіальної церкви у Гран-Пре. Будівництво розпочалося навесні 1922 року, а зовнішні роботи закінчили до листопада. Внутрішнє оздоблення церкви було закінчено у 1930 році, на 175-ту річницю депортації, і церква відкрилася як музей.

### Парки Канади
Оскільки залізничний туризм занепав внаслідок субсидованого будівництва автомобільних доріг, Атлантик Домініон продав парк федеральному уряду Канади в 1957 році. Управління парком взяла на себе Служба канадських парків . Він був визначений національним історичним об'єктом у 1982 році. У Центрі прийому та інтерпретації для відвідувачів представлені виставки про історію Гран-Пре та Акадії. Відеопрезентація представляє історію депортації акадійців з Акадії.

### Археологічна діяльність
Національне історичне місце Гран-Пре також є місцем розташування археологічних розкопок, спонсором яких є Університет Св. Марії, парки Канади та Sociéte Promotion Grand-Pré. Хоча розкопки проводяться парками Канади з 1971 року, польова школа функціонує вже десять років, протягом яких археологи визначили кладовище акадійського періоду, льох акадійського будинку безпосередньо на схід від Меморіальної церкви і робив пробні шурфи на всій території, шукаючи сліди парафіяльної церкви Сен-Шарль-де-Мойн; П'єр-Ален Бужо був церковним старостою [Marguillier aux Mines]; також був нотаріусом (1706) та суддею (1707). Виявлені акадійські артефакти включають фрагменти Сентонжської кераміки, цвяхи, скло від винних пляшок, віконне скло, французьку срібну монету 1711 року, ложки, пряжки поясів, ґудзики, глиняні люльки тощо. Здається, також є дані про окупацію військами Нової Англії, а також значні докази періоду використання земель плантаторами Нової Англії, що розпочався в 1760 р.

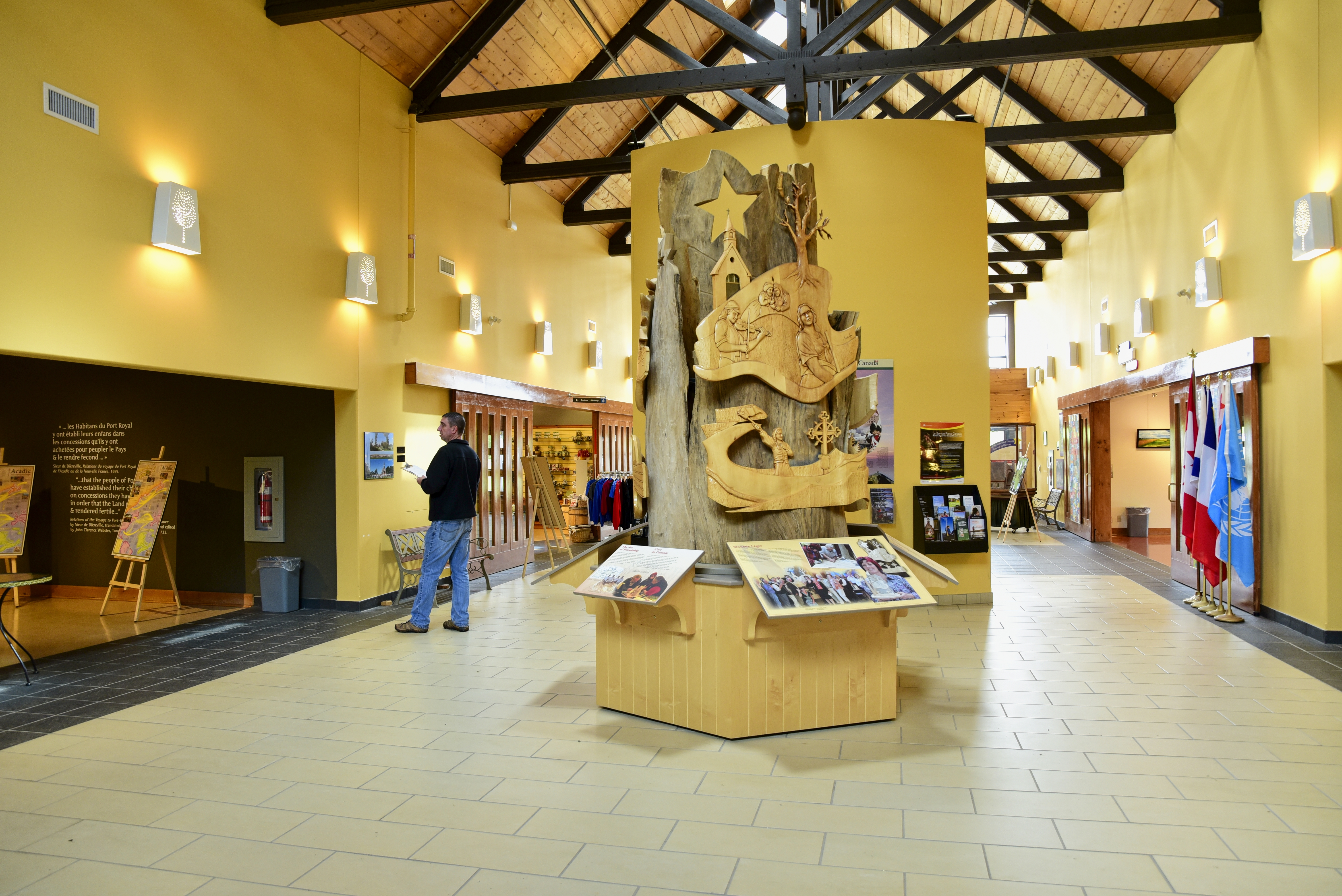
Експозиція музею в Гран-Пре

## Гран-Пре як об'єкт культурної спадщини
«Ландшафти Гран-Пре» були включені до списку всесвітньої спадщини ЮНЕСКО 30 червня 2012 р., а ще раніше додані до попереднього списку Канади потенційних кандидатів на об'єкти Світової спадщини в 2004 р. 1300 га осушених болотних угідь — польдерів та археологічних розкопок у районі Гран-Пре були визнані «винятковим прикладом адаптації перших європейських поселенців до умов північноамериканського узбережжя Атлантики» та «пам'яткою акадійського способу життя та депортації».
У 1982 р., до 300-річчя прибуття перших акадійців у цей регіон у 1682 р., Меморіальний парк Гран-Пре був визнаний «Національним історичним місцем Канади Гран-Пре» в ознаменування поселення та пізнішої депортації акадійців. У 1995 році місцевість та прилеглий регіон були визначені «Національним історичним місцем Канади» в районі історичного району Ґранд-Пре на честь сільського культурного ландшафту, який є одним з найдавніших прикладів обробітку та використання земель європейськими поселенцями в Канаді.
«Район збереження спадщини Гран-Пре» був визначений відповідно до провінційного Закону про спадщину в 1999 році і охоплює територію поселення Гран-Пре та околиць, а також Об'єкт Національної історичної спадщини Канади Гран-Пре.

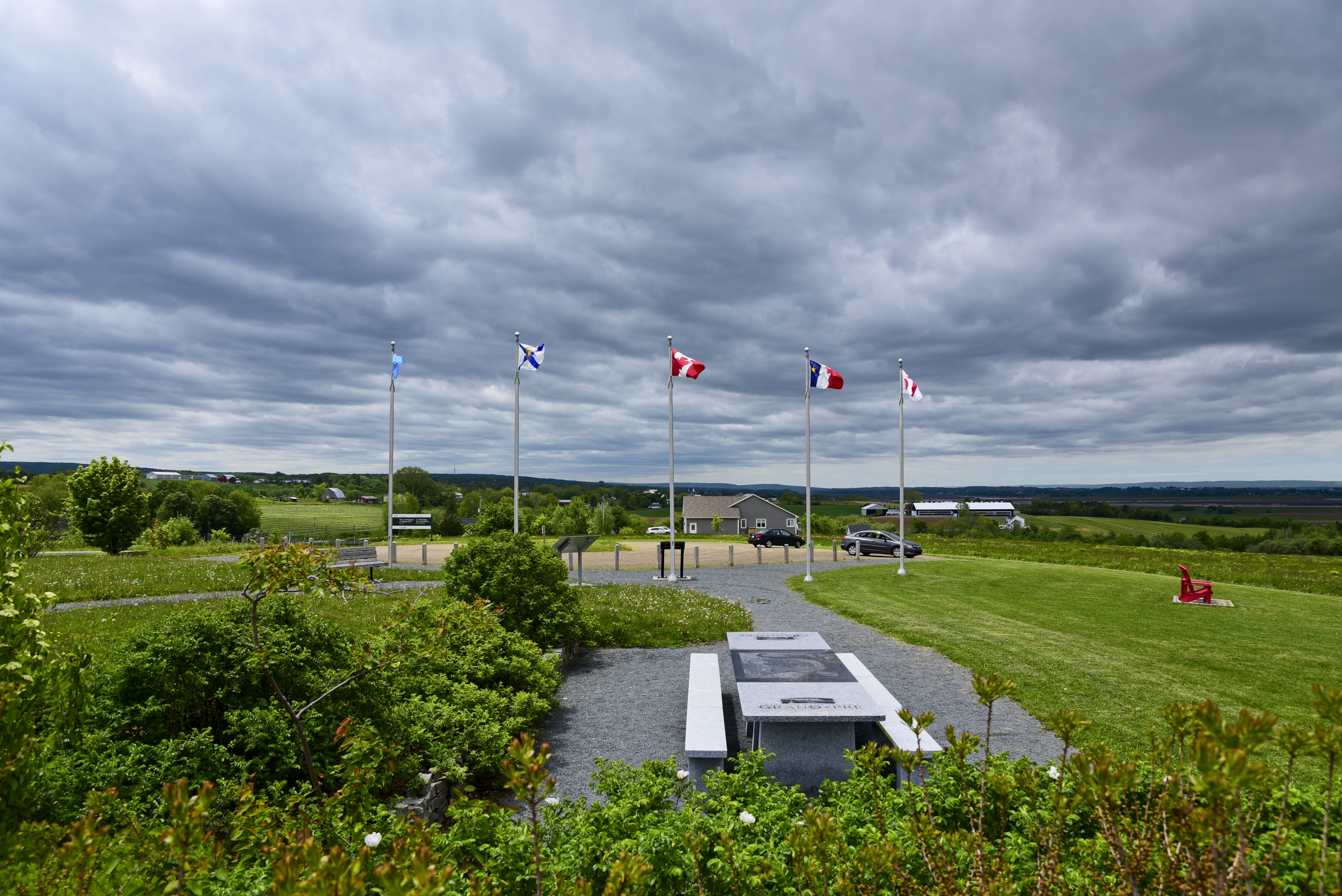
Оглядова точка з інформаційними стендами
Вигляд історичного ландшафту Гран-Пре